# Plaza Italia (Caracas)
La Plaza Italia es un espacio público localizado en el sector San Martín, específicamente en la esquina de Palo Grande de la Parroquia San Juan, en el Municipio Libertador del Distrito Capital, al oeste de la ciudad de Caracas y al centro norte de Venezuela. Se ubica en la avenida San Martín, justo al frente de la iglesia de Nuestra Señora de Lourdes, inaugurada en 1935.

## Historia
La Plaza Italia estaba localizada, a finales del siglo XIX, muy cerca de la estación terminal en Caracas  (llamada Palo Grande) del "Ferrocarril Alemán" o Ferrocarril Central de Venezuela (Caracas-Valencia). La plaza tenía a menos de un kilómetro al este, la Plaza Capuchinos, una de las primeras plazas de la Caracas colonial.
La plaza era más grande a principios del siglo XX, pero con la construcción de la avenida San Martín quedó reducida a menos de la mitad. La Plaza está dominada por la imponente arquitectura de la iglesia de Nuestra Señora de Lourdes, en estilo neogótico.

El templo de la Plaza Italia fue el primero en tener "campanas a vuelo" en Caracas. Estas campanas —antes del desarrollo automotriz de la ciudad— daban un agradable sonido a todas las edificaciones alrededor del casco central caraqueño.
Don Matteo (Padre Escalabriniano)

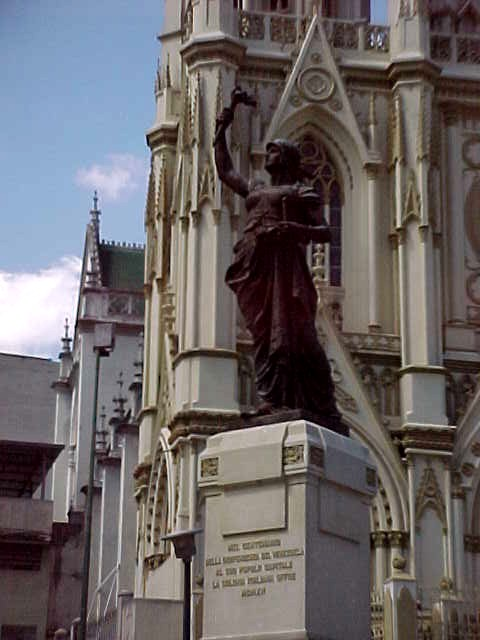
Estatua de la libertad, donada por Italia en 1911.

Posee varios monumentos, entre ellos, la llamada «Estatua de la Libertad», representada por una imagen femenina llamada «Italia», creada en 1911; y el busto de Giuseppe Garibaldi.
La Estatua fue hecha por Gaetano Chiaromonte y tiene una dedicatoria en italiano, donde se resalta que fue donada por el gobierno italiano para celebrar los cien años de la independencia y libertad de Venezuela.
La iglesia que domina la plaza tiene un estilo neogótico, y en la nave central se aprecian una serie de vitrales, todos dedicados a Jesús joven. En las naves laterales, se observan vitrales describiendo a Jesús en su adultez. En el interior de la iglesia, se aprecia una lectura del Vía crucis que vivió Cristo, pasaje que fue creado por un sacerdote ebanista. En 1950, fue instalado el «Altar Mayor», hecho en Italia con el famoso Mármol de Carrara.
En 2007, la Alcaldía del Municipio Libertador de Caracas y el embajador de Italia inauguraron en la plaza, el monumento y busto a Garibaldi, en conmemoración de los 200 años de su nacimiento, en 1807. Garibaldi fue uno de los promotores de la Unidad de Italia, por lo que en su busto y monumento hay una inscripción en italiano que dice: «Giuseppe Garibaldi Eroe Dei Due Mondi» (José Garibaldi, héroe de los dos mundos —el europeo y el americano—).
Después de la Segunda Guerra Mundial, el área alrededor de la plaza Italia fue poblada por una numerosa colonia de sicilianos y napolitanos del sur de Italia. Actualmente, quedan unas pocas familias italianas que celebran en la plaza y en la iglesia sus reuniones, en algunas ocasiones. La plaza, junto con la Iglesia Nuestra Señora de Pompei, en la urbanización Alta Florida, es uno de los principales puntos de agregación histórica de la comunidad italo-venezolana en tiempos de crisis.
Un periódico en italiano seria creado en 2013, con el nombre «Piazza Italia», en clara referencia al hecho de que la plaza ha sido uno de los puntos de reunión de los italianos de Caracas, junto con la Casa de Italia y el Centro Ítalo-Venezolano.